# AirPrint
AirPrint is een functie van Apple waarmee gebruikers kunnen printen vanuit macOS en iOS naar elke printer zonder installatie van een stuurprogramma.
De functie werd geïntroduceerd op 22 november 2010 en kwam beschikbaar in iOS 4.2.1. Op 20 juli 2011 werd het ook geïntegreerd in OS X 10.7 (Lion).

## Mogelijkheden
AirPrint is gericht op draadloze communicatie tussen een printer en een iOS-apparaat via een Wi-Fi-netwerk. AirPrint werkt echter ook via een ethernet-verbinding. Er kunnen tal van toepassingen worden gebruikt om pdf's, tekstdocumenten en andere bestanden rechtstreeks naar de printer te sturen. Een configuratie van de printer of het iOS-apparaat is niet vereist. De printers kunnen worden geselecteerd uit een lijst. Om gebruik te kunnen maken van de functie moet zowel de applicatie als de printer AirPrint ondersteunen.